# Rezervația peisagistică Dolna
Rezervația peisagistică Dolna este o arie protejată, situată la sud de satul omonim din raionul Strășeni, Republica Moldova (ocolul silvic Iurceni, Dolna, parcelele 4-6). Are o suprafață de 389 ha. Obiectul este administrat de Gospodăria Silvică de Stat Nisporeni.

## Clasificare
Aria naturală a fost încadrată în etajul deluros de cvercete cu gorun și șleauri de deal și al fagetelor de limită inferioară (FD2) cu două tipuri de stațiune:
- deluros de cvercete cu gorunete sau goruneto-șleauri, soluri cenușii, edafic mare;
- deluros de cvercete cu gorunete sau goruneto-șleauri, goruneto-stejăreto-șleauri, pe platouri și versanți umbriți, cu soluri cenușii.

Au fost identificate două tipuri de pădure, ambele de productivitate mijlocie:
- goruneto-șleau;
- șleau de deal cu gorun.

## Vegetație
Rezervația include un hârtop cu versanții împăduriți cu stejar și carpen, în amestec cu tei, arțar, frasin, izolat se întâlnește fagul și sorbul. Conține plante ierboase rare: dedițel mare, feriga, curpăn și altele.